# Elizabeth Holmes
Elizabeth Anne Holmes (Washington, 3 februari 1984) is een Amerikaanse voormalige zakenvrouw. Zij was oprichtster en CEO van het Amerikaanse bloedtestbedrijf Theranos dat op haar hoogtepunt 9 miljard dollar waard was. Het bedrijf bleek één en al bedrog te zijn waarvoor Holmes werd veroordeeld in 2022.

## Biografie

### Voorgeschiedenis
Holmes werd geboren in Washington D.C. Haar vader, Christian Rasmus Holmes IV, was vicepresident bij Enron, een energiebedrijf dat later failliet ging na een boekhoudfraudeschandaal. Later bekleedde hij leidinggevende functies bij overheidsinstanties zoals USAID, de EPA en USTDA. Hij is van Deense-Hongaarse afkomst. Zijn betovergrootvader Charles Louis Fleischmann was een Hongaars-Joodse immigrant die Fleischmann's Yeast oprichtte.

### Studies
Holmes studeerde elektrotechniek en chemische technologie (electrical and chemical engineering) aan Stanford University vanaf 2002, maar stopte in de loop van haar tweede studiejaar om met Theranos te beginnen waarvan ze CEO werd.

### Theranos
Theranos was een gezondheidstechnologiebedrijf dat beweerde een revolutionaire bloedtest te ontwikkelen voor het aantonen van een grote verscheidenheid aan resultaten met maar een geringe hoeveelheid bloed, afkomstig uit een vingerprik. Gebaseerd op een waardeschatting van de onderneming op 9 miljard euro werd eigenares Holmes in 2015 door Forbes benoemd tot de jongste en rijkste selfmade vrouwelijke miljardair in Amerika.
Uiteindelijk slaagde Theranos er niet in om de bloedtest nauwkeurig en veilig genoeg te maken. De onderneming werd in september 2018 opgeheven.

### Rechtszaak
Theranos werd beschuldigd van fraude en misleiding van investeerders. In 2018 spande de SEC een rechtszaak aan tegen eigenares Holmes. Begin januari 2022 achtte een jury haar schuldig aan vier van de elf ten laste gelegde feiten in deze zaak. Op 18 november 2022 werd ze veroordeeld tot 135 maanden (ruim 11 jaar) cel. Haar vroegere zakenpartner Ramesh Balwani werd veroordeeld tot een gevangenisstraf van bijna 13 jaar. Samen moeten ze 452 miljoen dollar terugbetalen aan de investeerders van Theranos. Ze meldde zich op 30 mei 2023 bij de gevangenis in Bryan (Texas) om deze straf uit te zitten.

## Trivia
- De HBO-documentaire The Inventor: Out for Blood in Silicon Valley legde bloot hoe Holmes alles bij elkaar had gelogen over de ontwikkeling van revolutionaire bloedtesten bij Theranos.
- In 2022 kwam The Dropout uit, een tv-reeks over het leven van Holmes, met Amanda Seyfried in de hoofdrol, gedistribueerd door Disney+.[9]